# Миланская мебельная выставка
Миланская мебельная выставка («Salone», «Milano Salone», «Milan Design Week«) (итал. Salone Internazionale del Mobile di Milano) — промышленная выставка мебели, которая проводится ежегодно в комплексе FieraMilano в пригороде Милана — коммуне Ро.
Является основной и крупнейшей в мире площадкой для демонстрации новинок дизайнерской мебели, освещения и других предметов интерьера.
Помимо «Salone», каждый нечетный год параллельно проходит выставка «Euroluce», а каждый четный год —  «EuroCucina» и Международная выставка ванных комнат.

## История
Первая выставка состоялась в 1961 году. Спонсорами выступили производители мебели из торговой ассоциации «Federelegno-Arredo».
В современном виде выставка занимает площадь около 230 тысяч квадратных метров и включает в себя 2500 компаний. Организатором является компания Cosmit — член ICSID (Международный совет обществ промышленного дизайна) и ADI (Ассоциация промышленного дизайна).
В 2011 году свою продукцию представляли 2720 компаний по сравнению с 2499 в 2010 году.
В 2018 году выставка состоялась в 57-й раз. За 6 дней её посетили 434 509 человек из 188 стран мира. Это на 17% больше, чем в 2016 году и на 26% больше чем в 2017.